# Tamás Mendelényi
Tamás Mendelényi   (Budapest, 2 de maig de 1936 - Várgesztes, 6 de setembre de 1999) fou un tirador d'esgrima hongarès, especialista en sabre, que va competir durant les dècades de 1950 i 1960.
El 1960 va prendre part en els Jocs Olímpics d'Estiu de Roma, on guanyà la medalla d'or en la competició de sabre per equips del programa d'esgrima.
En el seu palmarès també destaquen set medalles al Campionat del Món d'esgrima, dues d'or, tres de plata i dues de bronze, entre les edicions de 1957 i 1962, així com dues medalles d'or a les Universíades, el 1959 i 1961.
Una vegada retirat exercí d'entrenador de la selecció nacional hongaresa i també a Anglaterra.